# Whistle Cove
Die Whistle Cove ist eine Bucht an der Nordküste Südgeorgiens. Sie liegt am Kopfende der Fortuna Bay.
Ihr Name erscheint erstmals auf einer Seekarte der britischen Admiralität aus dem Jahr 1931.